# Counter-Strike
Counter-Strike (CS) je serija taktičnih prvoosebnih strelskih iger v kateri ekipa teroristov poskuša zagrešiti teroristično dejanje (ugrabitev, atentat, bombardiranje) medtem pa proti-teroristi poskušajo to preprečiti. Prva igra je bila izdana na Windowsu leta 1999 - Imenovana Counter-Strike. Originalno je bila izdana kot modifikacija ("mod") za Half-Life (1998). Zasnovala sta jo Minh "Gooseman" Le in Jess "Cliffe" Cliffe. Pravice do intelektualne lastnine modifikacije je kasneje pridobil Valve, razvijalci Half-Life, ki so spremenili Counter-Strike v maloprodajni izdelek leta 2000.
Po Counter-Strike je bil izdan Counter-Strike: Condition Zero, katerega je razvil Turtle Rock Studios, izdan je bil leta 2004, 8 mesecev kasneje pa je Valve izdal Counter-Strike: Source, predelana verzija originalnega Counter-Strike in prva igra v seriji ki je bila narejena na novem igralnem pogonu Source Engine. Četrta igra v seriji, Counter-Strike: Global Offensive, je bila izdana leta 2012 za OS X, Xbox 360 in PlayStation 3. Valve je izdelal igro s pomočjo Hidden Path Entertainment.
Skozi leta je bilo izdanih veliko "spin-off" naslovov za Azijski trg. Nekatere med temi so: Counter-Strike Online (2008), Counter-Strike Neo (2005) in Counter-Strike Nexon: Studio (2014).

## Igranje
Counter-Strike je taktična prvoosebna strelska igra. Dve nasprotujoči si ekipi: Teroristi in proti-teroristi tekmujeta v več načinih igranja, kot so postavitev in de aktivacija bombe, ugrabljanje in reševanje talcev. Na koncu vsakega kroga so igralci nagrajeni glede na svojo individualno in ekipno uspešnost z denarjem, ki ga lahko uporabijo za močnejša orožja, Ne sodelovalna dejanja, kot je ubijanje soigralcev, povzročijo denarno kazen.

## Odzivi
Counter-Strike velja za eno najvplivnejših prvoosebnih strelskih iger v zgodovini. Serija ima veliko tekmovalno skupnost in je postala sinonim za prvoosebne streljačine. Od avgusta 2000 je franšiza prodala preko 100 milijonov iger.